# Erich Zahn
Erich O. K. Zahn (* 24. Februar 1940 in Naumburg (Saale)) ist ein deutscher Ökonom und Systemwissenschaftler. Von 1976 bis 2008 war er Inhaber des Lehrstuhls für ABWL, Betriebswirtschaftliche Planung und Strategisches Management an der Universität Stuttgart.

## Leben
Erich Zahn studierte von 1962 bis 1967 an der Universität Mannheim und am Massachusetts Institute of Technology (MIT) Betriebswirtschaftslehre (Dipl.-Kfm.). An der Universität Mannheim wurde Zahn mit der Dissertation Das Wachstum industrieller Unternehmen - Versuch seiner Erklärung mit Hilfe eines komplexen dynamischen Modells 1970 bei Gert von Kortzfleisch zum Dr. rer. pol. promoviert. Anschließend war er für ein Jahr als Assistant Professor Mitglied einer Forschungsgruppe am MIT, die 1972 Die Grenzen des Wachstums, die erste Publikation des Club of Rome, veröffentlichte.
Nach seiner Habilitation an der Universität Mannheim 1976 war er bis zu seiner Emeritierung im März 2008 Professor für ABWL, Betriebswirtschaftliche Planung und Strategisches Management an der Universität Stuttgart mit dem Schwerpunkt System Dynamics. Zusammen mit Péter Horváth gründete Zahn 1981 die Managementberatung Horváth & Partners. Von 1979 bis 1980 war Zahn Dekan der Fakultät Geschichts-, Sozial- und Wirtschaftswissenschaften und von 1998 bis 2000 Prorektor für Struktur an der Universität Stuttgart. Er war von 1991 bis 1992 Präsident der internationalen System Dynamics Society. In dieser Zeit hat er umfangreiche Forsch- und Lehraufträge im Bereich Strategisches Management durchgeführt. Das Ergebnis sind über 10 Bücher sowie rund 200 Fachartikel.
An der DFG-geförderten Graduiertenschule für advanced Manufacturing Engineering (GSaME) der Universität Stuttgart war Zahn als Direktor des Forschungsclusters "Netzwerke in der Produktion" tätig und ist aktuell Vorsitzender des Kuratoriums.
Derzeit ist Zahn als Management Consultant tätig. Zudem ist er Mitglied des Verwaltungsrats und Gründungsdekan der Fakultät Management Technology der German University in Cairo (GUC).

## Monografien
- Das Wachstum industrieller Unternehmen. Versuch seiner Erklärung mit Hilfe eines komplexen dynamischen Modells, Gabler, Wiesbaden 1971, ISBN 978-3-40932145-7.
- Systemforschung in der Bundesrepublik Deutschland. Bericht zur Situation eines interdisziplinären Forschungsgebietes (im Auftrag der Stiftung Volkswagenwerk), Vandenhoeck & Ruprecht, Göttingen 1973, ISBN 978-3-52585350-4.
- Strategische Planung zur Steuerung der langfristigen Unternehmensentwicklung. Grundlagen zu einer Theorie der Unternehmensplanung, Duncker & Humblot, Berlin 1979, ISBN 978-3-42804518-1.
- mit Uwe Schmid: Produktionswirtschaft, Band I: Grundlagen und operative Entscheidungen, Stuttgart 1996, ISBN 978-3-82528126-7.